# ريتشارد أوسبورن (مغني)
ريتشارد أوسبورن (بالإنجليزية: Richard Osborne)‏ هو مغني بريطاني، ولد في 12 ديسمبر 1989.